# Marianna Binek
Marianna Binek z domu Dutkowiak (ur. 24 listopada 1934 w Bodzewie, zm. 26 marca 2021 w Ostrowie Wielkopolskim) – polska robotnica i polityk, posłanka na Sejm PRL VI kadencji.

## Życiorys
Córka Ludwika i Janiny. Pracowała jako robotnica w Zakładach Naprawczych Taboru Kolejowego w Ostrowie Wielkopolskim. W 1967 wstąpiła do Polskiej Zjednoczonej Partii Robotniczej. Zasiadała w egzekutywie Komitetu Zakładowego partii w ZNTK. W latach 1972–1976 pełniła mandat posłanki na Sejm PRL VI kadencji z okręgu 60 (Ostrów Wielkopolski). Należała do Komisji Pracy i Spraw Socjalnych.
Wyróżniona odznaką „Zasłużony Przodownik Pracy Socjalistycznej”.
Pochowana wraz z Józefem Binkiem (1932–1987) na cmentarzu parafialnym przy ul. Limanowskiego w Ostrowie Wielkopolskim.